# Змисльона-Слупська
Змисльона-Слупська (пол. Zmyślona Słupska) — село в Польщі, у гміні Ленка-Опатовська Кемпінського повіту Великопольського воєводства.
Населення — 123 особи (2011).
У 1975-1998 роках село належало до Каліського воєводства.

## Демографія
Демографічна структура станом на 31 березня 2011 року:
|          | Загалом | Допрацездатний вік | Працездатний вік | Постпрацездатний вік |
| -------- | ------- | ------------------ | ---------------- | -------------------- |
| Чоловіки | 57      | 15                 | 35               | 7                    |
| Жінки    | 66      | 17                 | 39               | 10                   |
| Разом    | 123     | 32                 | 74               | 17                   |